# Германские войны Августа
Германские войны (12 до н. э. — 12 н. э.) — военные походы, организованные императором Августом с целью покорения германских племен.

## Римско-германские войны
Впервые римляне столкнулись с германцами в ходе Кимврской войны в конце II в. до н. э. Следующие войны состоялись во время галльского наместничества Цезаря (война с Ариовистом и Зарейнский поход). После завоевания Галлии Рейн стал границей между римскими владениями и землями германских племен. В ходе подавления галльского восстания в 38—37 до н. э. Марк Агриппа вторым из римских полководцев переправился через Рейн, вероятно, чтобы наказать германцев, поддержавших восстание. Тогда же на левом берегу Рейна была основана «крепость убиев» (oppidum Ubiorum), позднее известная как Колония Агриппины (Кёльн). В 29 до н. э. Гай Каррина действовал против свевов, поддержавших очередное галльское восстание, в 25 до н. э. Марк Виниций провел карательную операцию против германцев, ограбивших римских купцов.
Крупное столкновение произошло в 17 или 16 до н. э., когда сугамбры, узипеты и тенктеры вторглись в Галлию, разграбили приграничные территории, и разгромили наместника Марка Лоллия, захватив орла V легиона Столь явная неэффективность римской обороны вынудила Августа лично прибыть в Галлию. Конфликт с сугамбрами был улажен дипломатически, но император воспользовался ситуацией для начала подготовки к масштабному наступлению.

## Подготовка
В 16—13 до н. э. Август находился в Галлии, занимаясь подготовкой войск, строительством укреплений, флота и разведкой будущего театра военных действий. Попутно он наблюдал за проведением альпийских кампаний 15—14 до н. э., обеспечивших одновременно и тыл и плацдарм для предстоящих операций, а также ставших своеобразным полигоном для Друза и Тиберия перед более значительными войнами.
По-видимому, руководить военными действиями должен был Марк Агриппа, но его внезапная смерть заставила Августа передать командование Друзу. Полагают, что знаменитый канал Друза, соединявший нижнее течение Рейна с Флевонским озером, и обеспечивавший безопасный выход кораблей в Северное море, проектировался и строился под руководством Агриппы, и был лишь закончен Друзом.
Выбор в качестве командующего именно Друза историки объясняют особенностями тактики германской войны — глубокими стремительными рейдами и рискованными обходными маневрами, для выполнения которых больше подходил горячий и порывистый Друз, нежели осторожный и методичный Тиберий. Последнему было поручено завоевание среднего Дуная.
Относительно завоевательных планов Августа выдвигались различные предположения. Мнение о том, что целью одновременного наступления в Германии, Паннонии и Мёзии было установление границы по среднему Дунаю и Эльбе, основано на результатах кампаний. Известный тезис о стремлении Римской империи к мировому господству предполагает постоянное продолжение экспансии, пока легионы не дойдут до пределов обитаемого мира. Однако, это лишь воображаемая цель, а в каждой отдельной войне задачей было — продвинуться, насколько возможно, занять удобный рубеж обороны и стратегические пункты для контроля над завоеванной территорией, а затем копить ресурсы для нового броска.

## Походы Друза

### Кампания 12 до н. э.

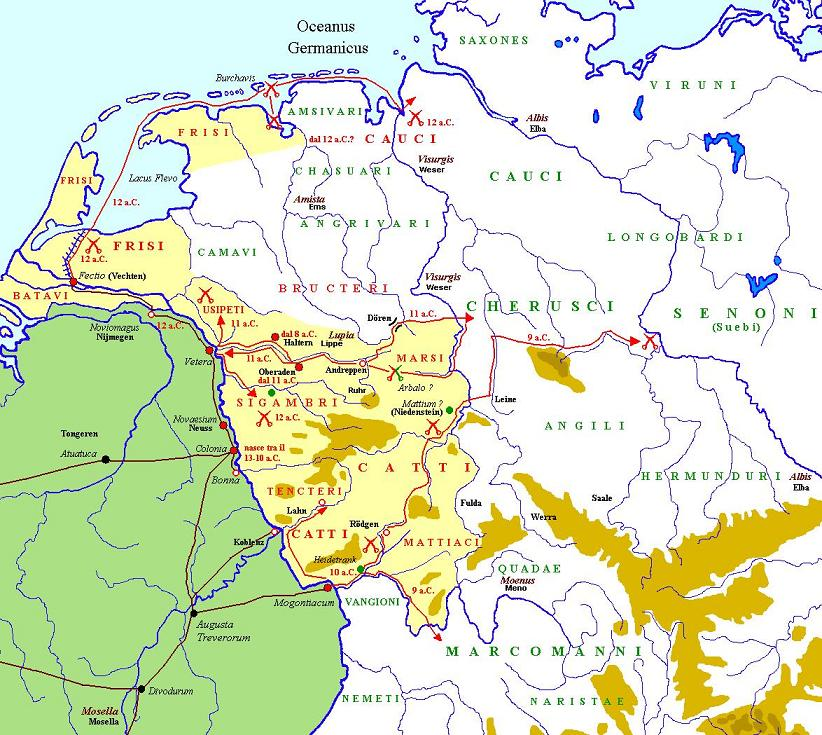
Кампании Друза в 12—9 до н. э.

Кампания 12 до н. э., плохо описанная в источниках, имела, по-видимому, рекогносцировочный характер, и была призвана наметить примерные цели завоевательной войны и направления походов. В преддверии войны Друз, по свидетельству Флора, поставил вдоль берега Рейна более пятидесяти укрепленных постов, которые должны были служить базами для операций армий и флота. Правда, ещё Дельбрюк сомневался, что для наступательной войны нужно столько опорных пунктов, выделение гарнизонов для которых лишь ослабило бы действующую армию. По его мнению, эти крепости были нужны для отражения возможного удара германцев, в случае, если римская армия глубоко вклинится в германскую территорию, и не успеет вернуться для отражения набега. Гарнизоны этих крепостей, вероятно, состояли из местных вспомогательных войск. В Гезориаке (Булонь) и Бонне были созданы базы флотилий, связанные военной дорогой, причем эскадра, базировавшаяся в Булони, по-видимому сразу же была названа «Британской» (classis Britannica).
Военные действия начались с очередного выступления германцев, спровоцированного волнениями в Галлии, вызванными проведением переписи. Друз вызвал галльских вождей к себе под предлогом государственных празднований в Лугдуне, задержал их, и подавил волнения. Сугамбры и их союзники отправились в набег, и, переправившись через Рейн, ожидали подхода галлов, но были атакованы Друзом и разгромлены по частям. В дальнейшем военные действия, носившие ограниченный характер, велись по обе стороны Рейна. Важнейшим событием кампании была морская экспедиция Друза, достигшая Балтийского моря.

### Кампания 11 до н. э.
Зиму 12/11 до н. э. Друз провел в Риме, а весной вновь переправился через Рейн и подчинил узипетов и тенктеров, затем, наведя мост через Лупию (Липпе), вторгся в землю сугамбров, воспользовавшись тем, что они в это время всеми силами напали на хаттов, единственное из пограничных племен, отказавшееся вступить с ними в союз. Друз дошел до Визургия (Везер) и повернул назад только из-за приближения зимы, нехватки продовольствия и «огромного роя пчел, показавшегося в его лагере». На обратном пути германцы наносили римлянам потери, нападая из засад, и, наконец, блокировали армию Друза в узкой и глубокой ложбине, едва там не уничтожив. Сказалось, однако, превосходство римской выучки и дисциплины: когда варвары, не имевшие представления о военном строе, беспорядочной массой атаковали римлян, легионеры сначала отразили их натиск, а затем отбросили противника. Ошеломленные таким отпором, германцы больше не пытались нападать. Пользуясь их замешательством, Друз построил два постоянных укрепления: одно у Оберадена, в месте слияния Липпе и Зезеке, в земле сугамбров, другое на берегу Рейна в земле хаттов. Таким образом, римские отряды впервые зимовали за Рейном. За этот поход Друз удостоился триумфальных отличий, права въехать в Рим верхом на коне и проконсульского империя по истечении срока претуры. Войска провозгласили его императором, но Август не утвердил эту аккламацию, хотя, как ехидно замечает Дион Кассий, «сам он после каждого подвига одного и другого [Друза и Тиберия] прибавлял себе новый императорский титул».

### Кампания 10 до н. э.
Военные действия в 10 до н. э. обещали быть особенно тяжелыми, так как римляне опасались германского контрудара. Херуски, свевы и сугамбры решили объединить силы и напасть на Галлию. Август лично прибыл в Лугдун и вызвал из Паннонии Тиберия, чтобы отразить возможное вторжение, и не допустить галльского восстания в тылу. Германского нападения не случилось, но поход Друза «был суровым даже для его войск», так как херуски, свевы и сугамбры оказывали ожесточенное сопротивление. Истребляя одни племена и покоряя другие, римляне взяли под контроль правый берег Рейна. Хатты покинули места, отведенные им римлянами для проживания, и ушли на восток. Дион Кассий пишет, что в этот год были закрыты ворота храма Януса, «как если бы войны завершились», и это при том, что помимо германской кампании в тот год даки перешли Дунай и разграбили Паннонию, а в Далмации началось новое восстание и Тиберию пришлось спешно выехать из Галлии на его подавление.

### Кампания 9 до н. э.
Исследователи предполагают, что на этот раз в Германии действовали две римские армии — Друза и кого-то из его легатов, наступавшие с запада и юга по сходящимся направлениям — классический прием, отработанный полководцами Августа в Кантабрийских войнах и Альпийской кампании. Основными врагами и на этот раз были херуски и свевы. Пройдя через землю хаттов, римляне обрушились на свевов и прочие племена, подчинив их после кровавых сражений. Не желавшие подчиняться херуски бежали на восток, Друз, преследуя их, пересек Везер и, опустошив все на своем пути, достиг Эльбы, где и закончил свой поход. Согласно легенде, на берегу этой реки, «выходящей из Вандальских гор и несущей свои обильные воды в Северный океан», ему явился призрак варварской женщины, «более величественной, чем свойственно человеку» и произнес на латинском языке:

Куда стремишься ты, ненасытный Друз? Тебе не дозволено увидеть все на свете. Уходи же, конец твоих трудов близок, а с ними и конец твоей жизни.— Дион Кассий. LV. 1.
Соорудив трофей на берегу Эльбы, Друз отправился назад, но, не достигнув Рейна, упал с лошади, сильно повредил бедро и 14 сентября умер, вероятно, от гангрены.

## Кампании Тиберия (8—7 до н. э.)
Новым командующим был назначен Тиберий. На данном этапе ставилась задача полностью подчинить земли между Рейном и Эльбой, которую Август временно запретил войскам переходить, опасаясь, что племена по обе стороны реки могут объединиться против римлян. Тиберий провел серию карательных походов, а кроме того, переселил 40 тыс. германцев на левый берег Рейна. Когда германские племена, испуганные размахом римского наступления, направили к Августу послов, тот отказался их принять, пока не прибудут вожди сугамбров. Когда те прибыли, арестовал их и разослал по разным городам, где пленники покончили с собой.
В 8—7 до н. э. укрепления, построенные Друзом, были оставлены, и римляне перенесли свои аванпосты вглубь покоренной территории, на линию Везера, причем новые укрепления носили временный характер и возводились из дерева, земли и сырцового кирпича. Войска явно не собирались там надолго задерживаться, поскольку император планировал завоевание нового куска территории, возможно, земель между Эльбой и Вистулой (Вислой).
Покорение западной Германии считалось почти законченным, поскольку Тиберий почти довел её «до состояния провинции, обложенной податью». За свои успехи он удостоился в январе 7 до н. э. второго триумфа и получил второе консульство, а сам Август вновь провозгласил себя императором и милостиво позволил сенату переименовать месяц секстилий в свою честь. Тем не менее, перед новым наступлением на восток надо было обеспечить тылы, завершив покорение земель на среднем Дунае, а затем значительные силы были переброшены в Сирию и Малую Азию для участия в Восточном походе Гая Цезаря.

## Затишье
В 6 до н. э. — 1 н. э. в Германии было относительное затишье. Тиберия сменил неизвестный командующий (возможно, Гай Сентий Сатурнин), а около 5 до н. э. легатом пропретором стал Луций Домиций Агенобарб. Он проложил так называемые «длинные гати» (pontes longi) — узкую военную дорогу среди трясин в междуречье Рейна и Амизии (Эмса). Племени гермундуров, покинувшему родные места и «блуждавшему в поисках другой земли», он выделил место для поселения на части территории маркоманнов, что сделало эти народы врагами. Единственный из римских полководцев, Домиций «переправился с войском через Эльбу, проникнув вглубь Германии дальше, чем кто-либо из его предшественников». Переправа была мирной, Домиций установил дружбу с обитавшими там племенами и соорудил алтарь Августа. Вернувшись на Рейн, он попытался заставить херусков принять назад изгнанников (по-видимому, проримски настроенных аристократов), но потерпел неудачу, которая не повысила престиж римской власти. Тем не менее, за свои действия в Германии он был удостоен триумфальных отличий.

## Германское восстание (1—5 н. э.)

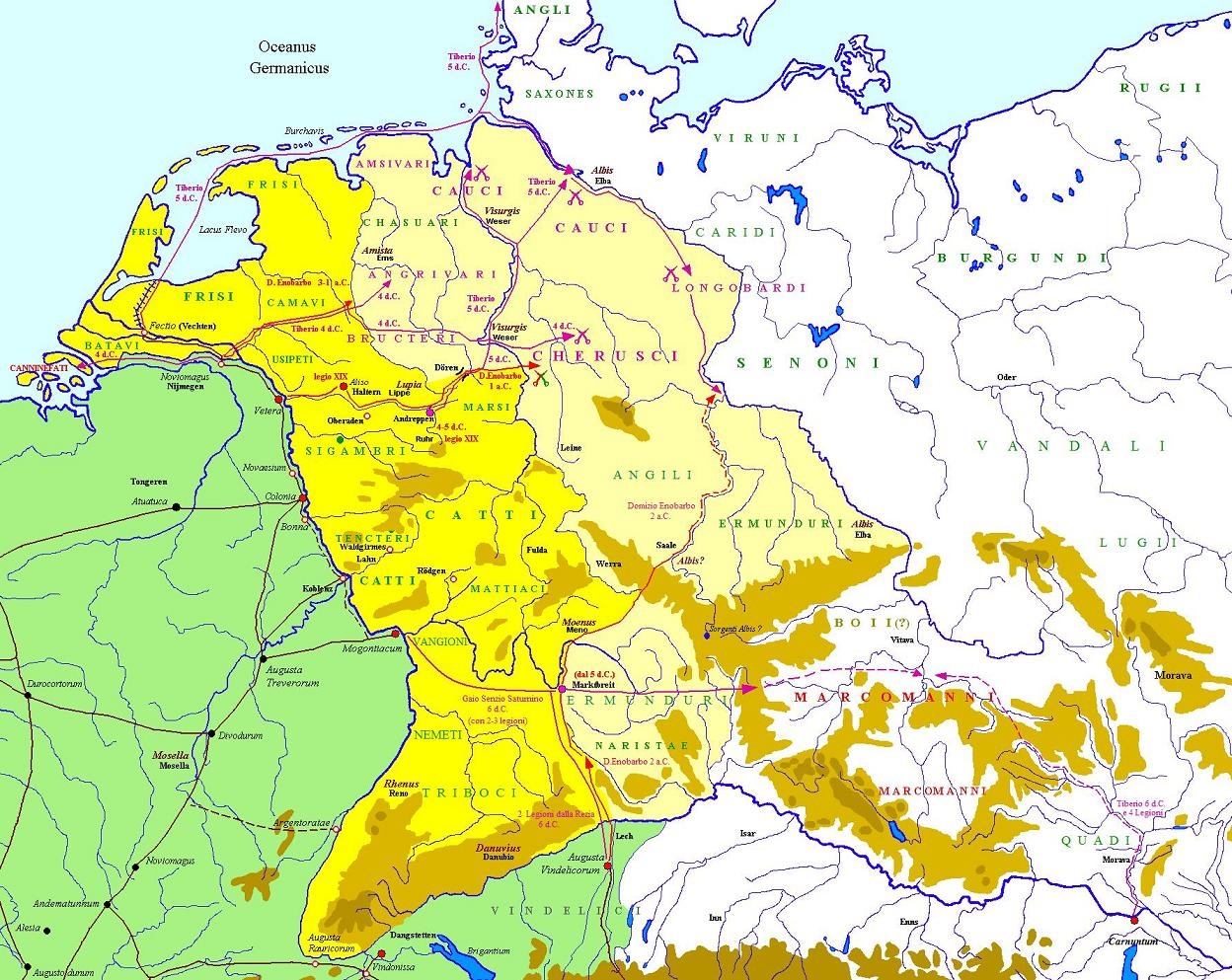
Походы Домиция Агенобарба и Тиберия

Воспользовавшись передышкой, германские племена восстановили силы и в 1 году нашей эры подняли восстание, которое Веллей Патеркул называет «громадной войной» (immensum bellum). В 1—3 годах борьбу с восставшими вел Марк Виниций, который смог удержать какие-то позиции в Германии, но перелома не добился. В 4 году Август, преодолев ради государственных интересов личную неприязнь, усыновил Тиберия и направил его в Германию. Кампания 4 года продлилась до декабря, за это время армии Тиберия и его легата Сентия Сатурнина покорили каннинефатов, хаттуариев, бруктеров в междуречье Рейна и Везера, перешли эту реку и подчинили херусков, после чего Тиберий оставил армию в зимних лагерях у истоков Липпе, а сам отправился в Рим.
В кампанию 5 года Тиберий покорил район между Везером и Эльбой, подчинив могущественное племя хавков, сдавшееся без боя, и разгромив живших на средней Эльбе лангобардов, «народ даже более дикий, чем сама германская дикость». Операциям армии содействовал флот, вошедший в устье Эльбы. За эти победы Август и Тиберий были провозглашены императорами, а Сентий Сатурнин получил триумфальные отличия.

## Поход на Маробода
Следующим этапом римской экспансии должно было стать уничтожение царства вождя маркоманнов Маробода. Племенной союз маркоманнов, обитавший в низовьях Рейна, не захотел покоряться римлянам, и во время походов Друза ушел в Бойгем (Богемия), котловину, окруженную Герцинским лесом. Маробод частью силой, частью союзными договорами подчинил окрестные племена и создал армию в 70 тыс. пехоты и 4 тыс. конницы, доведя её постоянными учениями «почти до уровня римского войска». В отношении Рима он не проявлял агрессии, «но показывал, что если его к ней [войне] принудят, то у него не будет недостатка ни в силе, ни в воле к сопротивлению».
Сильно преувеличивая опасность, якобы исходящую от Маробода, Веллей Патеркул сообщает, что

опасным его делало то, что, имея слева и спереди Германию, справа Паннонию и Норик позади своих владений, он постоянно угрожал им своими нападениями. Италия так же не могла себя чувствовать в безопасности из-за увеличения его сил, поскольку от высочайших горных цепей Альп, обозначающих границу Италии, до начала его пределов не более двухсот миль.— Веллей Патеркул. II, 109, 3—4.
На самом деле, главной опасностью для Рима было то, что владения Маробода были центром притяжения для всех недовольных германцев, которым, как племенам, так и отдельным людям, «от нас отделившимся, он предоставлял убежище». Кроме того, в случае продолжения римской экспансии на восток Германии, земли маркоманнов остались бы в тылу с перспективой окружения римскими владениями с трех сторон.
План кампании 6 года предполагал наступление на Бойгем с двух сторон. Сентий Сатурнин должен был наступать из лагерей верхнерейских легионов (район Могонциака) через земли хаттов, а затем прорубать проходы через Герцинский лес. Сам Тиберий двигался из Карнунта на северо-запад. Затем войска должны были соединиться в условленном месте и навязать противнику сражение. Маробод, по словам Тацита, утверждал, что римляне направили против него 12 легионов. Рональд Сайм указывает, что таково было общее число легионов в Германии, Реции и Иллирике, а в походе могло участвовать не более девяти. Этого количества все равно могло не хватить для быстрой победы, поэтому из Иллирии были вызваны в качестве подкрепления местные ауксилии.
Тиберий находился всего в пяти переходах от вражеских постов, когда пришло известие из Иллирии: ауксилиарные части, собранные для отправки ему на помощь, подняли мятеж, к которому присоединились племена иллирийцев и паннонцев. Спешно заключив мир с Марободом, Тиберий выступил на подавление Иллирийского восстания.

## Освобождение Германии
Великое Иллирийское восстание на несколько лет связало руки римлянам. Тем не менее, Август не оставлял своих планов по превращению Германии в плацдарм для новых завоеваний. В 7 году наместником Косматой Галлии и легатом пропретором Германии был назначен Публий Квинтилий Вар, по-видимому, имевший задание ускорить темпы романизации края. В том же году, возможно, вместе с Варом, в Германию вернулся сын вождя херусков Арминий, префект алы или когорты, получивший римское гражданство, а за боевые заслуги — всаднический перстень — большая редкость для варвара.
Веллей Патеркул, который, как считается, лично знал и Вара, и Арминия, сообщает, что замысел поднять восстание возник у последнего при виде беспечности римского наместника. Подготовка заговора не осталась в тайне от друзей римлян: тесть Арминия Сегест несколько раз предупреждал Вара об опасности, а накануне выступления мятежников предложил арестовать всех вождей херусков. Наместник проигнорировал предостережения Сегеста не только из твердой веры в надежность заслуженного командира, но и потому, что знал о ненависти Сегеста к Арминию, а за время службы в Сирии и Иудее должен был привыкнуть к такого рода интригам, обвинениям и заговорам, обычным для семейства Ирода Великого.
Заговорщики, без сомнения, тщательно изучили опыт вождей иллирийского восстания, и не допустили их ошибок. Они постарались, по возможности, рассредоточить римские войска, обращаясь к наместнику с просьбами выделить им отряды для подавления возникавших то тут, то там мелких волнений. Затем они сообщили о мятеже, который начался в районе, где не было достаточного количества войск. Осенью 9 года Квинтилий Вар выступил на его подавление и угодил в ловушку. Судя по раскопкам предполагаемого места сражения у горы Калькризе, его войска, растянувшиеся колонной на 15 километров, были атакованы в узком горном дефиле Калькризе-Ниведдер, причем засада была устроена с таким искусством, что не оставляла римлянам никаких шансов на спасение.
Под командованием Вара находились три легиона (XVII, XVIII и XIX), шесть когорт легкой пехоты и три кавалерийские алы, всего 17—20 тыс. человек, не считая обоза с гражданскими. Вырваться из ловушки, по-видимому, удалось только части кавалерии, сам наместник и легаты погибли в бою, захваченные или сдавшиеся в плен военные трибуны, центурионы-примипилы и лагерный префект после изощренных пыток были принесены в жертву германским богам. Сдавшихся рядовых пощадили, позднее часть из них была выкуплена родственниками, но Август запретил им возвращаться в Италию.
Поражение в Тевтобургском Лесу стало для Августа сильнейшим потрясением. В одночасье погибли результаты двадцати лет завоеваний, и с мечтами о мировом господстве теперь пришлось распрощаться. День этой битвы был объявлен проклятым (как день битвы при Аллии), сам император несколько месяцев не стригся и не брился, и, по словам собирателя анекдотов Светония, в отчаянии бился головой о дверной косяк, требуя у погибшего Вара вернуть легионы.
Легат Квинтилия Вара Луций Ноний Аспренат, командовавший двумя легионами (I и V) в Южной Германии, увел их в Галлию и предотвратил возможные антиримские выступления в этой провинции. Луций Цецидий, префект лагеря в Ализоне, крупнейшем римском укреплении в Германии, будучи окружен германцами, сумел с боями пробиться и также ушел за Рейн.

## Последние кампании
Чтобы компенсировать потери, Август объявил в Риме военный призыв, однако, эта мера вызвала ещё большее недовольство, чем во время Иллирийского восстания. Массовый отказ граждан идти в армию не удалось преодолеть даже лишением гражданских прав, конфискацией имущества и смертной казнью. Пришлось набирать когорты из вольноотпущенников. Таким образом, военная машина империи вновь продемонстрировала свою уязвимость. В конце концов Августу удалось собрать на Рейне группировку из восьми легионов и вспомогательных войск во главе с Тиберием, но предпринять новую попытку завоевания он уже не решился. В 11 и 12 годах Тиберий и Германик переходили Рейн, но эти походы были всего лишь демонстрацией силы. Дион Кассий не без иронии упоминает, как о достижении, о том, что 23 сентября 11 года римские войска сумели на правом берегу Рейна отпраздновать священный для каждого римлянина день рождения любимого императора. В 12 году Тиберий сдал командование Германику и вернулся в Рим.
Положение могло бы стать ещё хуже, если бы Маробод поддержал восстание Арминия, или, как опасался Веллей Патеркул, сам бы перешел в наступление на соседние римские провинции; но вождь маркоманнов не нарушил мирного договора, а отрезанную голову Вара, которую ему подарил вождь херусков, отослал его родственникам в Рим для погребения.

## Итоги
Германцы, как до этого парфяне, положили предел успехам римского оружия. Первым помог бескрайний океан лесов и болот, который представляла собой их страна, вторым — такой же океан степей и полупустынь. В отличие от галлов, у германцев не было городов, которые приходилось бы оборонять, а римские вторжения лишь привели в движение мир германских племен, и в результате даже поголовное истребление того или другого народа лишь освобождало место для новых воинственных пришельцев из-за Эльбы. В отличие от Галлии, где Цезарь, согласно известному анекдоту, из трех миллионов населения один миллион убил, ещё один — продал в рабство, и Иллирика, который «удалось вернуть, превратив большую часть его в пустыню», Германия, помимо свирепости нрава своего населения, была защищена своим географическим положением, так как римляне не имели достаточных людских ресурсов, чтобы её окружить. Ещё Моммзен пришел к выводу, что во времена империи Рим мог вести только те войны, что не требовали сильного напряжения. Учитывая, что всего одного, пусть даже крупного, поражения оказалось достаточно для сворачивания всей завоевательной программы, представляется справедливым замечание Сайма: «Вместе с Варом погибло нечто большее, чем одна из римских армий».